# 静岡市立西奈小学校
静岡市立西奈小学校（しずおかしりつ にしなしょうがっこう）は、静岡県静岡市葵区瀬名三丁目にある公立小学校。

## 沿革
- 1874年7月5日 - 瀬名村光鏡院を仮校舎として「循有舎」を創立[1]。
- 1889年9月2日 - 西奈尋常小学校と改称、西奈村大谷津2565番地に移転[1]。
- 1901年5月 - 高等小学校設置に伴い西奈尋常高等小学校と改称[1]。
- 1908年4月 - 高等科廃止に伴い西奈尋常小学校と改称[1]。
- 1909年5月 - 高等科2年制併置に伴い西奈尋常高等小学校と改称[1]。
- 1921年4月13日 - 現在地に改築移転[1]。
- 1931年 - 校章制定[1]。
- 1934年 - 運動場拡張[1]。
- 1941年4月1日 - 国民学校令施行に伴い西奈国民学校と改称[1]。
- 1947年3月31日 - 学制改革に伴い西奈村立西奈小学校と改称[1]。
- 1948年4月10日 - 西奈村が静岡市と合併し、静岡市立西奈小学校と改称[1]。同時に平山分教場を廃止し、同分教場の児童を静岡市立北沼上小学校に収容[1]。
- 1974年4月1日 - 旧西奈中学校校地および校舎を、本小学校へ移管[1]。これに伴い、敷地面積が15.594m2となる[1]。
- 1979年3月31日 - 静岡市立西奈南小学校の開設に伴い児童481名が転出[1]。
- 2009年12月 - 静岡市青少年育成会議主催の「善行青少年表彰」でボランティア委員会による「アルミ缶回収で得た収益を地域の特別老人施設に寄付する活動」が表彰される[1]。

## 通学区域
葵区

| - 瀬名 - 瀬名一～七丁目 | - 北沼上の一部 - 南沼上の一部 |

## アクセス
- しずてつジャストライン竜爪山線・草薙瀬名新田線 ｢西奈小学校前｣停留所から、徒歩1分

## 著名な出身者
- 髙橋遥人 - プロ野球選手